# Număr trigonometric
În matematică, un număr trigonometric este un număr irațional produs de sinusul sau cosinusul unui multiplu rațional al unui cerc complet, sau, echivalent, sinusul sau cosinusul unui unghi care în radiani este un multiplu rațional al lui {\displaystyle \pi }, sau sinusul sau cosinusul unui număr rațional de grade sexagesimale (sau centezimale). Unul dintre cele mai simple exemple este {\displaystyle \cos {\frac {\pi }{4}}={\frac {\sqrt {2}}{2}}.}
Un număr real diferit de 0, 1, –1, 1/2, –1/2 este un număr trigonometric dacă și numai dacă este partea reală a unei rădăcini a unității (v. și teorema Niven). Astfel fiecare număr trigonometric este jumătate din suma a două rădăcini complexe conjugate ale unității. Aceasta implică faptul că un număr trigonometric este un număr algebric, iar dublul unui număr trigonometric este un număr algebric întreg.
Ivan Niven a demonstrat teoreme referitoare la aceste numere. În 2010 Li Zhou și Lubomir Markov au îmbunătățit și simplificat demonstrațiile lui Niven.
Orice număr trigonometric poate fi exprimat prin radicali. Cele care pot fi exprimate prin rădăcini pătrate sunt bine definite (v. tabelele de constantele trigonometrice exprimate prin radicali⁠(d)). Pentru a exprima celelalte numere prin radicali este nevoie de a n-a rădăcină a numerelor complexe, cu n > 2.
{\displaystyle (\cos \theta +i\sin \theta )^{n}=1.}
Dezvoltând membrul stâng prin binomul lui Newton și echivalând părțile reale se obține o ecuație în {\displaystyle \cos \theta } și {\displaystyle \sin ^{2}\theta ;} substituind {\displaystyle \sin ^{2}\theta =1-\cos ^{2}\theta } se obține o ecuație polinomială având soluția {\displaystyle \cos \theta ,} ca urmare, aceasta este un număr algebric prin definiție. Și {\displaystyle \sin \theta } este algebric deoarece este egal cu numărul algebric {\displaystyle \cos(\theta -\pi /2).} În final, {\displaystyle \tan \theta ,} unde iarăși {\displaystyle \theta } este un multiplu rațional al lui {\displaystyle \pi ,} este algebric ca fiind raportul a două numere algebrice. În mod elementar, acest lucru poate fi obținut și prin echivalarea între ele a părților imaginare ale celor doi membri ai dezvoltării ecuației Moivre și împărțirea cu {\displaystyle \tan \theta .}